# Elof Sundin
Elof Sundin, teologie doktor, är en fiktiv Uppsalastudent vars närvaro på olika sätt kommit att markeras i stadens studentliv. Han är född 1943, bedriver teologiska studier, tillhör Norrlands nation och bor på studenthemmet Norrbyhus.

## Elof Sundins födelse
Sundins närvaro började ta sin form på teologiska institutionen under 1960-talet. Man behövde på den tiden inte anmäla sig till kurserna i förväg, utan studenterna infann sig till undervisningen på utsatt tid och antecknade sina namn på en närvarolista. I undervisningen  i Gamla testamentets exegetik hösten 1963 skrev någon på skämt in namnet Elof Sundin på listan. När vid de efterföljande tillfällena namnupprop skedde, var det någon som så småningom började svara "ja". När han började få frågor blev det tyst. Läraren, docent Agge Carlson,  frågade "Den där kandidat Sundin - är det ingen som har sett honom?" Elof Sundins förmenta existens tog allt fastare former och hans namn började antecknas på olika närvarolistor också i andra ämnen och skrivningar inlämnades i hans namn. Det antecknades också på olika typer av namnlistor när tillfälle gavs. Sundinlegenden gör gällande att skrivningar i hans namn inlämnats i samtliga ämnen och att han faktiskt avlagt teologie kandidatexamen.[källa behövs]

## Elof Sundins fortsatta studietid
Under 1970- och 1980-talen förekom hans namn i olika studentkårspolitiska sammanhang.[källa behövs]
Våren 1984 berättade Upsala Nya Tidning i en stort uppslagen artikel (2 februari 1984) att Sundin strax skulle disputera i ämnet kyrkorätt med avhandlingen Stuthämtarinstitutet i yngre västnordisk beneficialrätt. Frågan om biskopligt avradstionde och tomträttsavgäld. Avhandlingen fick ett professionellt katalogkort som placerades  i Uppsala universitetsbiblioteks dåvarande stora kortkatalog. När någon nitisk bibliotekarie plockade bort kortet sattes ett nytt liknande på plats; Sundins vänner hade ett litet lager att tillgå. Den recension av avhandlingen infördes i den teologiska institutionstidningen Dekanalen, där forskningsresultaten presenterades, diskuterades och kritiserades efter den akademiska kutymens sedvanliga regler. En professor i Lund hörde av sig till fakulteten då  han hade hört tals om avhandlingen och bad att få rekvirera ett  exemplar. På Norrbyska studenthemmet anordnades sedermera en festlighet där promotionen firades. Ett doktorsdiplom med Sundins namn uppsattes på väggen i husets salong, där det alltjämt förevisas tillsammans med några av Sundins ”kvarglömda effekter”. En tackannons infördes i Upsala Nya Tidning där Sundin beklagade att han inte kunde ”personligen nå” alla dem som hyllat honom men nu framförde sitt ”stillsamma tack”.
När Katolska pedagogiska nämnden 1993 utgav en svensk översättning av Michael Henesys bok Len Chimbley’s dream lät översättaren, den tidigare uppsalastudenten professor Anders Piltz, försvenska titeln till Elof Sundins dröm.

## Elof Sundins övriga aktiviteter
Våren 2005 sände Elof Sundin ett brev till statsminister Göran Persson med en förfrågan om det var nödvändigt att alla personer hade en folkbokföringsadress och ett personnummer. Ett svar från Persson ställt till Sundin och sänt till Norrbyska studenthemmets gatuadress ankom, där denne motiverade personnumrets nödvändighet med att samhället måste se till att ”alla har det bra”.
Som doktor i kyrkorätt har Sundin tagit initiativ och agerat i flera kyrkorättsliga mål. År 2011 lämnade Elof Sundin in en anmälan till Västerås stifts domkapitel rörande en artikel prästen Ulla Karlsson fått publicerad i Kyrkans Tidning. Domkapitlet bortsåg sedermera från denna anmälan då de inte kunnat fastställa Sundins identitet. På 2010-talet chattade Sundin med biskop (då biskop electus) Jan-Olof Johansson när tillfälle gavs på Smålandspostens webbsida. År 2013 anmälde Elof Sundin rollfiguren kyrkoherde Albin Olsson i TV 4:s förment dokumentära program Halvvägs till himlen till domkapitlet i Lunds stift, och fick svaret att domkapitlet "efter ett ingående samtal om Er skrivelses innehåll, konstaterat att filmen i själva verket inte är en dokumentär". Elof publicerade själv sin skrivelse i två olika kommentarsfält på bloggar som förmedlat nyheten om domkapitlets svar på anmälan.

## Stipendium hedrar Elof Sundins gärning
Sedan läsåret 2011/2012 delar Teologiska studierådet vid Uppsala universitet ut ett pris namngivet efter Sundin, Elof Sundins pris. Det ges enligt studierådet till en student som ”utmärkt sig genom att främja god stämning, kamratanda eller god arbetsmiljö bland studenterna vid Teologiska institutionen”. 